# Mantra de la lumière
 (décembre 2023).
Si vous disposez d'ouvrages ou d'articles de référence ou si vous connaissez des sites web de qualité traitant du thème abordé ici, merci de compléter l'article en donnant les références utiles à sa vérifiabilité et en les liant à la section « Notes et références ».
Pour les articles homonymes, voir Mantra (homonymie).
Le mantra de la lumière (japonais: 光明真言, « kōmyō shingon »), est un très important mantra du bouddhisme ésotérique shingon. Avec le nenbutsu — l'invocation au bouddha Amida — et le  daimoku — la répétition du titre du Sutra du lotus — il est un des trois mantras les plus populaires au Japon.

## Le mantra

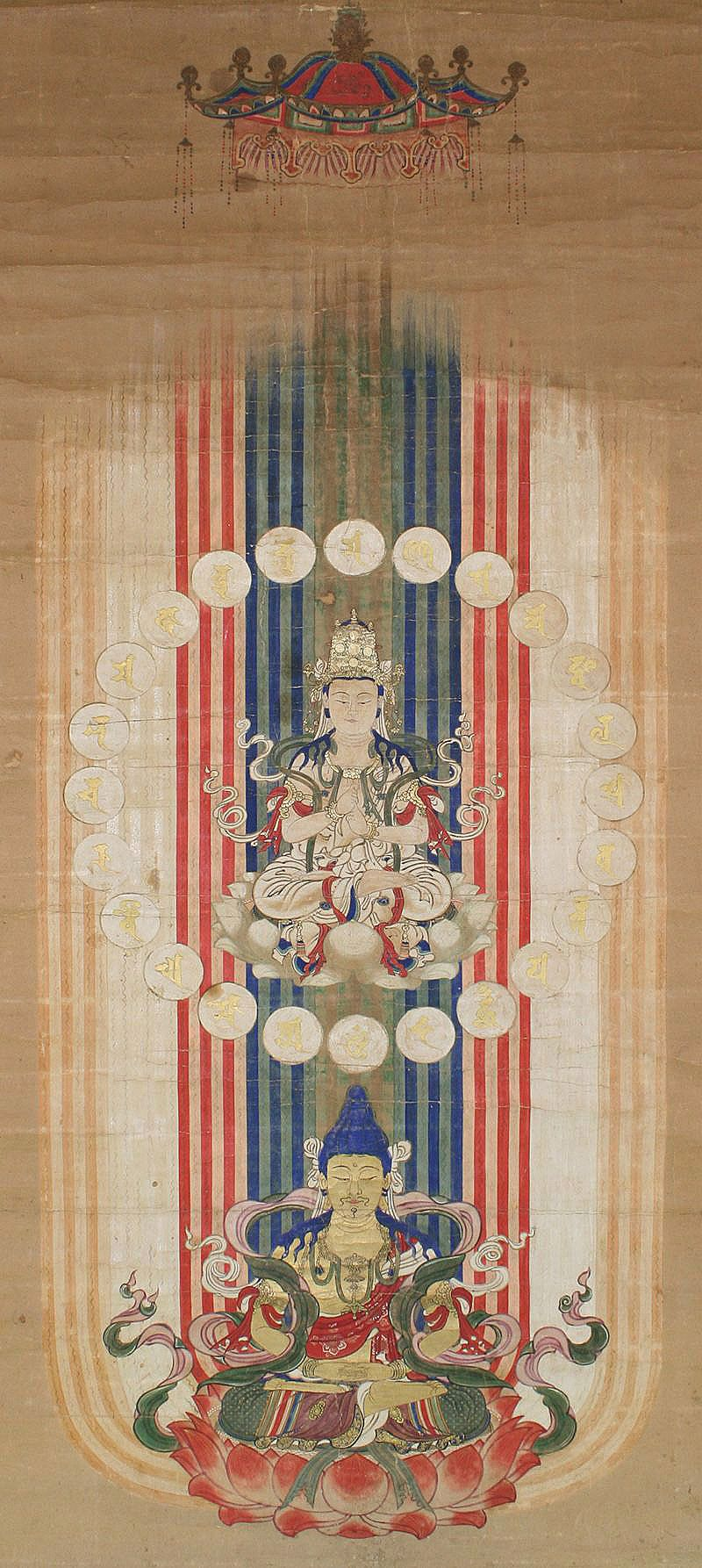
Mandala du mantra de la lumière. Japon, au tournant des.

Le mantra de la lumière provient du Amoghapāśakalparāja-sūtra (Chinois Taisho ed. no. 1092) et s'énonce comme suit :
Alphabet latin : « oṃ amogha vairocana mahāmudrā maṇipadma jvāla pravarttaya hūṃ »
Siddham:  
Devanagari: ओं अमोघ वैरोचन महामुद्रा मणि पद्म ज्वाल प्रवर्त्तय हूं, et prononciation sanskrite: 
Japonais: On abokya beiroshanō makabodara mani handoma jimbara harabaritaya un
Chinois : 唵 阿謨伽 尾盧左曩 摩訶母捺囉 麽抳 鉢納麽 入嚩攞 鉢囉韈哆野 吽
Ce qui se traduit par « Louange à l'illumination parfaite et omniprésente du grand mudrā [le sceau du Bouddha]. Remettez-moi le joyau, le lotus et la lumière rayonnante ». Il fait écho au mantra originel du bouddhisme indien: Om maṇi padmé hoûm (en sanskrit ॐ मणि पद्मे हूँ / oṃ maṇi padme hūṃ)

## Caractéristiques
On croit dans le bouddhisme Shingon que si ce mantra est chanté sans ego, avec une dévotion sincère et l'esprit clair, Vairocana, principal bouddha du shingon, dissipera toutes les illusions et les voiles qui entravent l'esprit.
Introduit au Japon au IXe siècle, par Kūkai (Kobo Daïshi) le mantra a été popularisé dans la période Kamakura par le moine bouddhiste Myōe, et plus tard par les moines Eison et Ninshō. Les deux pratiques du nembutsu et de la répétition du Komyo shingon ont par la suite souvent été intégrées dans d'autres courants bouddhistes. Une pratique particulière liée au mantra de la lumière consiste à le réciter sur du sable et à répandre celui-ci sur le corps ou le tombeau d'une personne décédée. On croyait qu'une personne ayant accumulé beaucoup de mauvais karma et qui risquait ainsi une renaissance en Enfer serait immédiatement libérée et bénéficierait d'une renaissance favorable. Cette pratique est connue au Japon sous le nom de dosha-kaji (土砂加持).
Le mantra est souvent représenté dans un mandala particulier, le komyo mandala, ou mandala de la lumière, dans lequel le bouddha mahavairocana émet de la lumière des cinq couleurs, entouré par vingt-trois lunes blanches comprenant chacune une de ses lettres en siddham une ancienne écriture indienne. Kobo Daishi le fondateur du bouddhisme shingon est dessiné en dessous tenant un vajra et un nenju (chapelet) bouddhiste.